# 田畑孝
田畑 孝（たばた たかし、1935年1月23日 - 1980年）は、日本の俳優。本名同じ。
東京府出身。青山学院大学卒業。東映俳優センターに所属していた。

## 来歴・人物
俳優座養成所第11期生。劇団青俳所属時、ライオン奥様劇場『男の償い』（フジテレビ）の主役に抜擢されたのを皮切りに、テレビドラマ『刑事さん』（NET）や映画『一万三千人の容疑者』（東映）などでメインの登場人物を演じ活躍した後は、おもに脇役として活動した。
1979年より放映された『仮面ライダー（スカイライダー）』（毎日放送）にレギュラー出演するが、第13話で降板した。
「『仮面ライダー（スカイライダー）』で共演した村上弘明は、放送期間中に亡くなったことを聞かされたと述べている」という「」による情報がある。
特技は、英語、殺陣。

## 出演

### テレビドラマ
- 徳川家康（1964年 - 1965年、NET）
- ライオン奥様劇場 / 男の償い（1965年、CX） - 主演・伊狩滋
- テレビ指定席 / 鴨（1966年、NHK）
- 近鉄金曜劇場 / 愛とこころのシリーズ 茜さす路（1966年、CBC）
- 泣いてたまるか 第65話「ああ軍歌」（1967年、TBS）
- 刑事さん（1967年 - 1968年、NET）
- キイハンター （TBS / 東映）
  - 第27話「殺しの招待旅行」（1968年10月5日） - 宮城
  - 第41話「殺し屋たちの舞踏会」（1969年）
- 浮世絵 女ねずみ小僧 第2話「霧の夜の襲撃」（1971年、CX）
- プレイガール 第172話「怪談 恐怖の吸血幽霊」（1972年、12ch） - 沢田浩一
- なんたって18歳! 第38話「泣きぬれた名人」（1972年、TBS）
- 世なおし奉行 第20話「当年一才一カ月」（1972年、NET） - 大垣
- 大江戸捜査網 第2シリーズ 第24話「夏の終りに咲いた花」（1972年、12ch）
- 特別機動捜査隊 （NET）
  - 第585話「華麗なる貧困」（1973年） - 浩一
  - 第629話「美しく生きたい」（1973年） - 小杉
  - 第750話「家出の季節」（1976年） - 辻
- ロボット刑事 第9話「電気椅子スパイ!!」、第10話「バドーのみな殺し作戦!!」（1973年、CX） - 葉山博士
- 子連れ狼 第26話「大五郎絶唱」（1973年、NTV）
- 科学捜査官 第11話「光の影の不在証明」（1973年、KTV）
- 土曜日の女シリーズ / 明日に喪服を（1973年、NTV）
- 高校教師 第11話「先生が愛した女」（1974年、12ch）
- 大河ドラマ（NHK）
  - 勝海舟 第26話「攘夷」（1974年） - 男
  - 元禄太平記（1975年） - 能瀬出雲守
- 白い牙 第5話「人間標的・有光洋介」（1974年、NTV）
- 特捜記者 犯罪を追え 第22話「黒いバラの女」（1974年、KTV）
- 夜明けの刑事（TBS）
  - 第2話「キャロル知らない奴はおくれてる」（1974年）
  - 第34話「バクチの好きな夫に気をつけろ!!」（1975年）
  - 第56話「夜明けに白バラが散った!!」（1976年）
  - 第67話「君は妻娘を殺されたらどうする!!」（1976年）
- 華麗なる一族 第20回（1975年、MBS）
- 秘密戦隊ゴレンジャー 第10話「赤い風船! 風速100メートル」（1975年、NET） - 黒十字軍科学者A
- 太陽にほえろ! 第172話「俺たちの仲間」（1975年、NTV）
- 新宿警察 第10話「一発の銃弾」（1975年、CX）
- 泣かせるあいつ 第6話（1976年、NTV）
- バトルフィーバーJ 第18話「鳩よ悪の巣へ急げ」（1979年、ANB） - 岩本所長
- 高木彬光シリーズ 白昼の死角 （1979年、MBS）
- 鉄道公安官 第3話「長崎・女ひとり旅」（1979年、ANB）
- 特捜最前線 第109話「紫色のマニキュアをした女!」（1979年、ANB）
- ザ・スーパーガール （1979年、12ch）
  - 第10話「売春婦殺し 危うし警部」
  - 第39話「人妻売春 秘密クラブの黒い罠」
- 仮面ライダー 第1話「改造人間 大空を翔ぶ」 - 第13話「アリジゴクジン 東京爆発3時間前」（1979年、MBS） - 志度敬太郎
- 西部警察 第22話「少年」（1980年、ANB）

### 映画
- 女犯破戒（1966年、東映） - 久保寺左近
- 一万三千人の容疑者（1966年、東映） - 高井宏
- 地獄の掟に明日はない（1966年、東映） - 医師
- 牙狼之介（1966年、東映） - 清造
- 陸軍諜報33（1968年、東映） - 花原
- 薔薇の葬列（1969年、ATG）
- 砂の器（1974年、松竹）